# Trasporti in Irlanda
Questa voce raccoglie le principali tipologie di trasporti in Irlanda.

## Trasporti su rotaia
Compagnia ferroviaria statale: Iarnród Éireann. 

### Rete ferroviaria
In totale: 1.947 km (di cui 38 km elettrificati). 
- scartamento normale: 1.947 km con scartamento di 1600 mm (dati 2004).
- collegamenti a reti estere:

### Reti metropolitane
Non sono presenti sistemi di metropolitana.

### Reti tranviarie
A Dublino è presente una rete tranviaria.

## Trasporti su strada

### Rete stradale
Strade pubbliche: in totale 117.318 km 
- asfaltate: 87.043 km
- bianche: 5.457 km

Le strade irlandesi collegano Dublino alle altre città principali (Belfast, Cork, Limerick, Derry, Galway, e Waterford). La guida è a sinistra. Mentre in Irlanda del Nord le distanze e i limiti sono in unità imperiali, nella Repubblica d'Irlanda sono scritti secondo il Sistema Internazionale.

### Reti filoviarie
Non sono presenti sistemi filoviari.

### Autolinee
In tutto il territorio sono presenti aziende pubbliche e private che gestiscono trasporti urbani, suburbani, interurbani e turistici esercitati con autobus.

## Idrovie
Sono presenti 753 km di acque navigabili.

## Porti e scali
- Arklow
- Belfast
- Cork
- Derry
- Drogheda
- Dublin
- Dundalk
- Dún Laoghaire
- Foynes
- Galway
- Larne
- Limerick
- New Ross
- Rosslare
- Sligo
- Waterford
- Wicklow.

## Trasporti aerei

### Aeroporti
In totale: 18

### Eliporti
In totale: 2